# Ибн Хишам
Абу Мухаммад Абд аль-Малик ибн Хишам аль-Химьяри (араб. أبو محمد عبد الملك بن هشام بن أيوب الحميري), известный как Ибн Хишам (ум. 834, Каир) — средневековый арабский учёный из Басры.
Известен обработкой жизнеописания Мухаммада («Китаб сират расули-Ллах», «Книга о жизни посланника Аллаха»), составленного Ибн Исхаком (умер в 768 году); издано Вюстенфельдом (2 т., Гёттинген, 1858—1860), на немецкий язык переведено Густавом Вейлем (Weil, Штуттгард, 1864). В произведении «Сира» — ценном источнике по истории ислама — описывает события из жизни пророка Мухаммада и халифов.

## Переводы на русский язык
- перевод с арабского и комментарии А. Б. Куделина и Д. В. Фролова, 2009[3]

- перевод с арабского Н. А. Гайнуллина, 2012[4]
  - переиздано в 2005 г
  - переиздано в 2007 г.[5]
  - переиздано в 2008 г.[6]